# 유정 (승려)
사명대사(泗溟大師, 1544년 10월 17일 ~1610년 음력 8월 26일, (양력 10월 12일))는 조선 중기의 고승, 승장(僧將)이다. 속성은 임(任), 속명은 응규(應奎), 자는 이환(離幻), 호는 송운(松雲), 당호는 사명당(泗溟堂), 별호는 종봉(鍾峯), 본관은 풍천이며, 시호는 자통홍제존자(慈通弘濟尊者)이다. 법명인 유정(惟政)보다 당호인 사명당(泗溟堂)으로 더 유명하고, 존경의 뜻을 담아 사명대사(泗溟大師)라고 부른다.

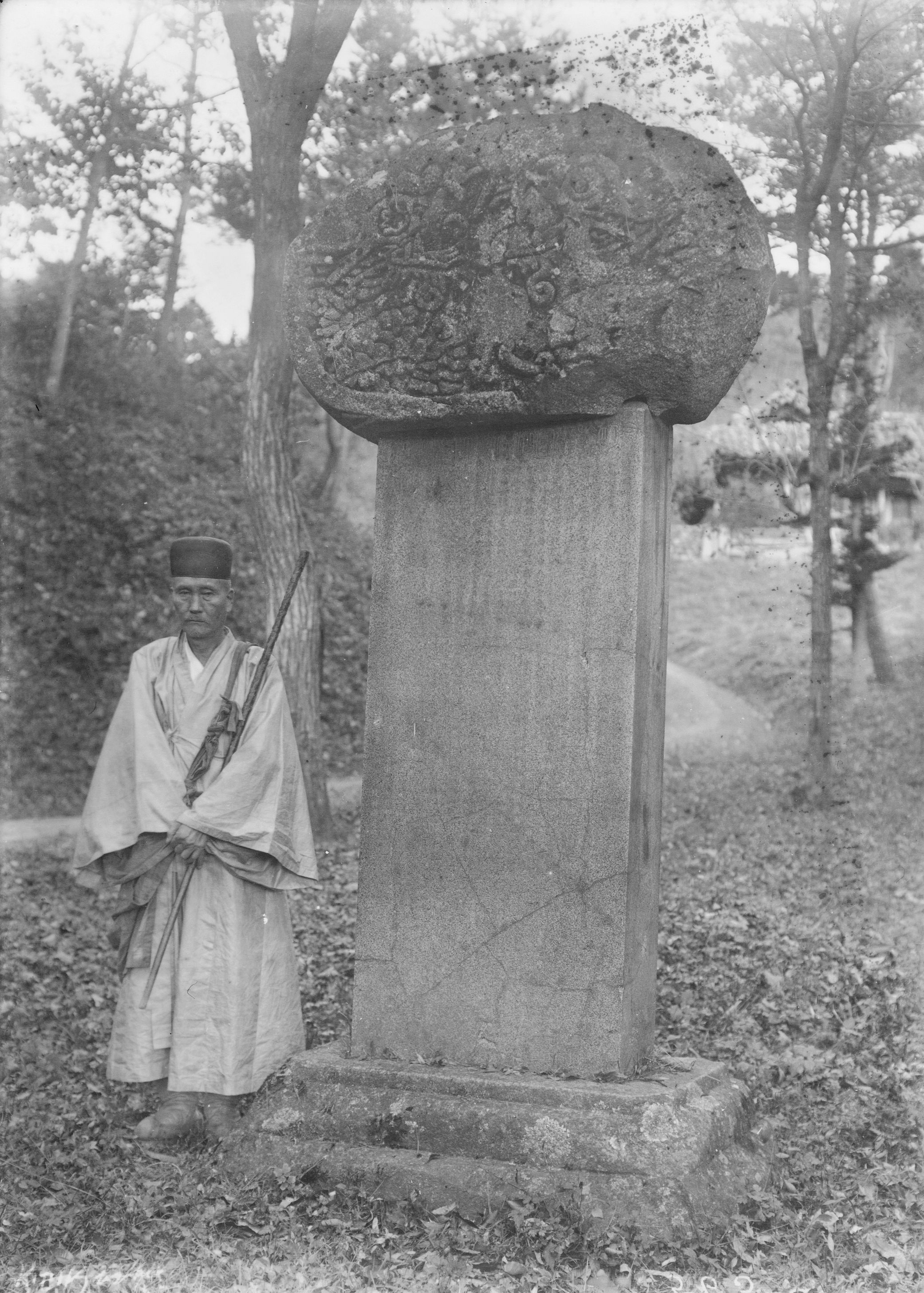
1912년 촬영된 사명대사 기적비(紀蹟碑). 언젠가 파괴되었다가, 1996년 파편이 건봉사에서 발견되었다.

## 생애

### 임진왜란 이전
경상남도 밀양에서 임수성(任守成)의 아들로 태어났다. 일찍 부모를 여읜 사명당은 13세에 황여헌(黃汝獻)을 사사(師事)하다가 황악산 직지사에 들어가 신묵화상(信默和尙)에게 선(禪)을 받아 승려가 되었고, 거기에서 불교의 오의(奧義)를 깨달았다. 1561년(명종 16) 선과(禪科)에 급제하고 당시의 학자·대부·시인들이었던 박사암(朴思菴)·허하곡(許荷谷)·임백호(林白湖) 등과 교제하였다. 1575년(선조 8) 선종(禪宗)의 주지로 추대되었으나 사양하고 묘향산에 들어가 청허(淸虛)대사(서산대사)에게서 성종(成宗)을 강의 받고 크게 각성하였다. 금강산 보덕사(報德寺)에서 3년을 지내고, 다시 팔공산·청량산·태백산 등을 유람했으며, 43세 때 옥천산(沃川山) 상동암(上東菴)에서 하룻밤 소나기에 뜰에 떨어진 꽃을 보고 인생의 무상함을 깨닫고 문도들을 해산시킨 다음 오랫동안 참선하였으며, 46세에 오대산 영감란야(靈鑑蘭若)에 있다가 역옥에 죄 없이 걸렸으나 무죄 석방되어 금강산에서 3년 동안 지냈다.

### 임진왜란
1592년(선조 25) 임진왜란 때 의병을 모집하여 순안에 가서 청허의 휘하에 활약하였고 청허가 늙어서 물러난 뒤 승군(僧軍)을 통솔하고 체찰사 류성룡을 따라 명나라 장수들과 협력하여 평양을 회복하고 도원수 권율과 함께 경상도 의령에 내려가 전공을 많이 세워 당상(堂上)에 올랐다. 왜군은 불교가 유교 국가 조선에서 억압을 받던 종교이기에 왜와 가깝다고 평가하고 불교 사찰들은 훼손시키지 않고 전쟁을 수행하였으나, 승군이 의병으로 봉기한 시기부터 불교 사찰들을 훼손시키기 시작하였다. 1594년에 명나라 총병(摠兵) 유정(劉綎)과 의논하고 왜장 가토 기요마사를 울산 진중으로 세 번 방문하여 일본군의 동정을 살폈다. 왕의 퇴속(退俗) 권유를 거부하고, 영남에 내려가 팔공(八公)·용기(龍起)·금오(金烏) 등의 산성을 쌓고 양식과 무기를 저축한 후 인신(印信)과 전마(戰馬)를 바치고 산으로 돌아가기를 청하였으나 허락을 얻지 못하였다.
1597년 정유재란 때 명나라 장수 마귀를 따라 울산왜성에 쳐들어갔으며, 이듬해 명나라 장수 유정을 따라 순천왜성에 이르러 공을 세워 가선동지중추부사(架善同知中樞府事)에 올랐다.

### 임진왜란 이후
1604년(선조 37) 국서를 받들고 일본에 가서 교토 후시미성에서 도쿠가와 이에야스를 만나 강화를 맺고 포로가 되어 끌려갔던 조선인 3500명을 데리고 이듬해 돌아와 가의(嘉義)의 직위와 어마(御馬) 등을 하사받았다. 그때는 청허가 입적한 이듬해로 묘향산에 들어가서 스승의 영탑에 애하고 치악산으로 들어갔다.
선조의 부보를 듣고 한양으로 달려와 배곡한 후 광해군의 서변을 지키게 하려 하였으나 병을 얻어 응하지 못하고 가야산에 들어가 사망했다.

## 평가
초서를 잘 썼으며 밀양의 표충사, 묘향산의 수충사(酬忠祠)에 배향되었다. 해인사에 홍제존자비(弘濟尊者碑)가 있다. 승려의 몸으로 국가의 위기에 몸소 뛰쳐나와 의승(義僧)을 이끌고 전공을 세웠으며 전후의 대일 강화(외교) 등 눈부신 활약은 후세 국민이 민족의식을 발현하는 데 크게 이바지하였다.

## 저서
- 《사명당대사집》
- 《분충서난록》

## 관련 작품

### 드라마
- 《서궁》 - (KBS2, 1995년, 배우:박병호)

- 《징비록》 - (KBS1, 2015년, 배우:박병호)

## 관련 문화재
- 합천 해인사 홍제암 사명대사탑 및 석장비 - 보물 제1301호 (2000년 9월 28일 지정)
- 대구 동화사 사명당 유정 진영 - 보물 제1505호 (2006년 12월 29일 지정)
- 사명대사의 금란가사와 장삼 - 중요민속문화재 제29호 (1973년 7월 16일 지정)
- 사명대사일본상륙행렬도팔곡병 - 경상남도 시도유형문화재 제274호 (1990년 1월 16일 지정)
- 사명대사생가지 - 경상남도 시도기념물 제116호 (1992년 10월 21일 지정)

## 같이 보기
- 사명당기념사업회